# Игенсдорф
Игенсдорф (нем. Igensdorf) — община в Германии, в земле Бавария. 
Подчиняется административному округу Верхняя Франкония. Входит в состав района Форххайм.  Население составляет 4873 человека (на 31 декабря 2010 года). Занимает площадь 28,85 км².

## Внутреннее деление
Коммуна подразделяется на 25 сельских округов: Айхенмюле, Аффальтербах, Боденгруб, Бременхоф, Вейденбюль, Вейденмюле, Верхний Рюссельбах, Дахштадт, Игенсдорф, Кирхрюссельбах, Леттен, Леттенмюле, Линденмюле, Линденхоф, Миттельдорф, Нойслесхоф, Оберлиндельбах, Петтензидель, Поммер, Нижний Рюссельбах, Средний Рюссельбах, Унтерлиндельбах, Хазельхоф, Штёкках, Этласвинд.

## Население
По оценке на 31 декабря 2015 года население общины Игенсдорф составляет 5025 чел. 

| Дата      | 1840 | 1871 | 1900 | 1925 | 1939 | 1950 | 1961 | 1970 | 1987 | 2011 |
| --------- | ---- | ---- | ---- | ---- | ---- | ---- | ---- | ---- | ---- | ---- |
| Население | 1904 | 1931 | 1883 | 1820 | 1752 | 2563 | 2139 | 2195 | 3118 | 4844 |

| Год       | 1960 | 1970 | 1980 | 1990 | 2000 | 2009 | 2010 | 2011 | 2012 | 2013 | 2014 | 2015 |
| --------- | ---- | ---- | ---- | ---- | ---- | ---- | ---- | ---- | ---- | ---- | ---- | ---- |
| Население | 2145 | 2189 | 2945 | 3454 | 4605 | 4868 | 4873 | 4890 | 4914 | 4976 | 5004 | 5025 |